# 格莱奈
格莱奈（法語：Glénay，法語發音：[ɡlenɛ]）是法国德塞夫勒省的一个市镇，属于布雷叙尔区。

## 地理
格莱奈（46°51'37"N, 0°15'2"W）面积21.14 平方千米，位于法国新阿基坦大区德塞夫勒省，该省份为法国西部内陆省份，北起曼恩-卢瓦尔省，西接旺代省，南至夏朗德省和滨海夏朗德省，东临维埃纳省。
与格莱奈接壤的市镇（或旧市镇、城区）包括：聖瓦朗、艾尔沃、布赛、费拉贝斯、皮埃尔菲特。

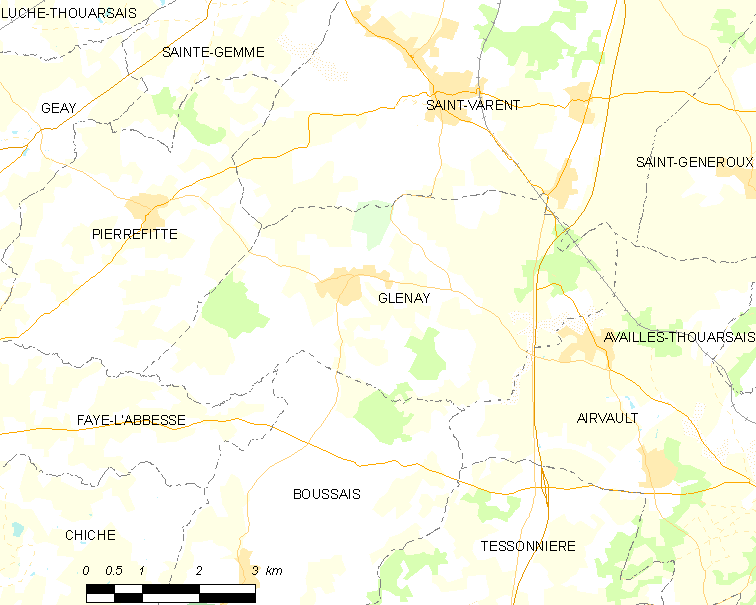
格莱奈的OSM定位图

格莱奈的时区为UTC+01:00、UTC+02:00（夏令时）。

## 行政
格莱奈的邮政编码为79330，INSEE市镇编码为79134。

## 政治
格莱奈所属的省级选区为图埃河谷县。

## 人口

1962-2008年间格莱奈人口变化图示

格莱奈于2022年1月1日时的人口数量为539人。